# Gephyrocrinus
Genre
Gephyrocrinus est un genre de crinoïdes sessiles de la famille des Hyocrinidae.

## Liste d'espèces
Selon World Register of Marine Species (25 mars 2015) :
- Gephyrocrinus grimaldii Koehler & Bather, 1902
- Gephyrocrinus messingi Roux & Lambert, 2011